# Gare de Valkeakoski
La gare de Valkeakoski (en finnois : Valkeakosken rautatieasema) est une gare ferroviaire terminus de la courte ligne de Toijala à Valkeakoski. Elle est située sur le territoire de la ville de Valkeakoski, dans la région Pirkanmaa en Finlande.

## Situation ferroviaire
Établie à 89 mètre d'altitude, la gare de Valkeakoski, ouverte uniquement au service des marchandises, est située au point kilométrique (pk) 17,6 de la ligne de Toijala à Valkeakoski, après la halte fermée de Rantoo. La gare voyageurs ouverte la plus proche est la gare de Toijala.

## Histoire
La gare de Valkeakoski est mise en service le 1er septembre 1938. 
Elle est fermée au service des voyageurs le 1er décembre 1956. Ce service est transposé sur la route et effectué par des bus.
Depuis la gare est ouverte uniquement au service des marchandises.

## Service des voyageurs
Fermée depuis 1956.

## Service des marchandises
Ouverte.

## Patrimoine ferroviaire
Le bâtiment en bois d'origine, ouvert en 1938, est toujours présent sur le site.